# Cimetière d'Honkanummi
Le cimetière d'Honkanummi (finnois : Honkanummen hautausmaa)  est un cimetière de l'association paroissiale d'Helsinki situé dans le quartier d'Hakkila à Vantaa en Finlande.

## Présentation
Le cimetière est inauguré en 1951, et le premier enterrement a eu lieu en janvier 1957.
Le cimetière a une superficie d'environ 76 hectares et a été conçu par les architectes Aili et Niilo Pulkka.
Il est situé dans le quartier d'Hakkila à Vantaa, des deux côtés de la Vanha Porvoontie, et sa distance du centre d'Helsinki est d'environ 18 kilomètres.
Les chapelle funéraires conçues par l'architecte Erik Bryggman sont construites en 1955. 
Un crématorium est ouvert en 1991 en lien avec la chapelle.

## Personnalités inhumées
Les personnalités enterrées au cimetière sont:
- Väinö Bremer, médaillé olympique
- Georg C. Ehrnrooth, homme politique
- Reino Helismaa, parolier, chanteur
- Päiviö Hetemäki, Ministre,
- Huugo Jalkanen, poète,
- Hilma Jalkanen, pédagogue,
- Pekka Jauho, professeur et académicien
- Léo Jokela, acteur
- Albert Järvinen, musicien
- Eino Kilpi, ministre
- Kalevi Kilpi, député
- Sylvi-Kyllikki Kilpi, député
- Gunnar Korhonen, Président de Finnair
- Väinö Kotilainen, ministre
- Tapio Lahtinen, compositeur
- Adam Kuortti, prêtre ingrien-finlandais
- Leevi Kuuranne, comédien
- Reino Kuuskoski, Premier ministre
- Tapio M. Köykkä, inventeur
- Anna Lappalainen, Princesse de Kellokoski
- Yrjö Leino, Ministre
- Value Mainland, , Ministre

- Juha Mannerkorpi, auteur
- Iikka Martas, architecte
- Pertti Pakarinen, médecin
- Mia Permanto, chanteuse
- Jörgen Petersen, compositeur
- Victory Raatikainen, journaliste sportif
- R. R. Ryynänen, parolier,
- Kauko Räsänen, sculpteur
- Simo Salminen, comédien
- Armas Salonen, professeur
- Jussi Saukkonen, pédagogue
- Jorma Simpura, rédacteur en chef
- Kyllikki Solanterä, chanteuse,
- Aukusti Ash, graphiste
- Reino Turquie, commandant
- Jorma Uitto, directeur général
- Ilmari Unho, réalisateur
- Gunnar Uotila, sculpteur
- Kurt Martti Wallenius, général
- Antero Vartia, compositeur
- Viljo Vesterinen, accordéoniste
- Maria Åkerblom, prédicateur